# 過鎝酸鈉
過鎝酸鈉是一種無機化合物，它是過鎝酸鹽的一種，化學式為NaTcO4，是由[TcO4]−陰離子和鈉陽離子組成，由離子鍵结合而成。該化合物中的Tc若是同質異能放射性同位素99mTc(即Na99mTcO4)的話是一個重要的放射性診斷藥物。鎝的同質異能放射性同位素99mTc的優勢包括其半衰期短為6小時，低輻射接觸病人，這讓病人被注射的輻射量超過30微居里。

## 制備
使用高锝酸和氫氧化鈉發生酸鹼中和反應就能制取過鎝酸鈉：
HTcO4 + NaOH → NaTcO4 + H2O